# 하이포잔틴
하이포잔틴(영어: hypoxanthine)은 자연적으로 생성되는 퓨린 유도체이다. 하이포잔틴은 핵산의 구성 성분으로 종종 발견되며, tRNA의 안티코돈에 뉴클레오사이드인 이노신의 형태로 존재한다. 하이포잔틴은 6-하이드록시퓨린으로 알려진 호변 이성질체를 가지고 있다. 하이포잔틴은 기질 및 질소 공급원으로 특정 세포, 세균, 기생충의 배양에 필요한 첨가물이다. 예를 들어, 플라스모디움 팔시팔룸(Plasmodium falciparum)은 핵산 합성과 에너지 대사를 위해 하이포잔틴의 공급원을 필요로 하기 때문에 하이포잔틴은 일반적으로 말라리아 원충 배양 배지에 필수적인 물질이다.
2011년 8월에 지구에서 발견된 운석에 대한 미국 항공우주국(NASA)의 연구를 바탕으로 하이포잔틴 및 DNA와 RNA의 구성 성분인 아데닌과 구아닌을 포함한 관련 유기 분자들이 외계의 우주 공간에서 형성되었을 수도 있다는 가능성을 시사한 보고서가 발표되었다.
한약재로 사용되는 페레티마 아스페르길룸(Pheretima aspergillum)은 하이포잔틴을 포함하고 있다.

## 반응
하이포잔틴은 잔틴에 대한 잔틴 산화효소의 생성물 중 하나이다. 그러나 퓨린 뉴클레오타이드의 분해 대사에서 하이포잔틴이 잔틴 산화효소에 의해 잔틴으로 전환되는 경우가 더 많다.
뉴클레오타이드 회수 경로에서 하이포잔틴은 하이포잔틴-구아닌 포스포리보실트랜스퍼레이스에 의해 이노신 일인산(IMP)로 전환된다.
하이포잔틴은 또한 아데닌의 자발적인 탈아미노화 반응의 생성물이기도 하다. 하이포잔틴은 구아닌과 유사해서 사이토신과 염기쌍을 형성할 수 있기 때문에 아데닌의 자발적인 탈아미노화는 DNA 복제/전사 과정에서 오류를 일으킬 수 있다. 하이포잔틴은 N-메틸퓨린 글리코실레이스(알킬 아데닌 글리코실레이스라고도 함)에 의해 개시되는 염기 절제 복구 기작을 통해 DNA에서 제거된다.

## 추가 이미지

아데닌
구아닌
잔틴